# Hadsund
Hadsund (ha̝ð̠ˠ̞ˈsɔ̟̝nˀ  kiejtése) város Dániában, a Nordjylland régióban. Lakosainak száma 2019. január 1-jén 5051 volt. (5520 Hadsund Syddel együtt.) Jelenleg Hobro után Mariagerfjord község második legnagyobb városa.